# Redirection de dossiers
Dans le domaine informatique, et plus particulièrement dans le contexte des systèmes d'exploitation Windows, Microsoft fait référence à la redirection de dossiers lorsque les entrées-sorties des dossiers (répertoires) standards sont redirigées vers un espace de stockage (en) disponible sur un réseau.
Il est souvent utilisé dans un environnement dit « réseau de bureau », pour s'assurer que les utilisateurs ne stockent pas les données localement, lorsqu'un périphérique réseau est l'emplacement de stockage préféré. La redirection de dossiers permet d'enregistrer des données indépendamment de l'emplacement de stockage et sépare les fichiers et documents des données du profil utilisateur diminuant le temps nécessaire pour ouvrir une session.
Les autres avantages de cette technologie sont de permettre:
- Le stockage des données sur un serveur de fichiers où elles peuvent être sauvegardées;
- Le stockage des données dans un unique emplacement si la même redirection est appliquée à plusieurs utilisateurs;
- Le partage de fichiers entre les utilisateurs directement à partir du serveur plutôt que de créer des partages sur des postes de travail individuels;
- La diminution des coûts des disques durs de station de travail au profit des disques durs du serveur de fichiers;
- La protection des données contre le vol si tous les dossiers utilisateur sont redirigés et la mise en cache (en) est désactivée car aucun fichier n'est stocké sur les postes de travail.

Sous Windows, la redirection est souvent effectuée par une stratégie de groupe, lorsqu'elle est utilisée dans un environnement Active Directory. Elle peut également être effectué en modifiant manuellement la base de registre Windows, en changeant les emplacements de la bibliothèque ou en utilisant des outils tels que Tweak UI. Les quotas de disque (en) peuvent être utilisés pour limiter la quantité d'espace occupée par les dossiers spéciaux des utilisateurs. Les variables d'utilisateur %USERNAME% et %USERPROFILE% peuvent également être utilisées avec la redirection de dossiers.
Jusqu'à Windows XP, les répertoires spéciaux « Application Data », « Bureau », « Mes documents », « Mes images » et « Menu Démarrer » peuvent être redirigés vers un serveur de fichiers. Windows XP met également en œuvre une corbeille pour le dossier « Mes documents ».
Windows Vista introduit la possibilité de rediriger de manière indépendante jusqu'à dix sous-dossiers de profil utilisateur vers un emplacement réseau. Depuis Windows Vista il existe également un nouveau nœud « Redirection de dossiers » pour le composant de logiciel enfichable « Console de gestion des stratégies de groupe » (gpmc.msc) du gestionnaire de console Microsoft Management Console afin de permettre aux utilisateurs de configurer la redirection de dossiers pour les clients exécutant Windows Vista, Windows XP et Windows 2000. Chaque dossier redirigé dans Windows Vista et les versions ultérieures de Windows NT possède également une corbeille associée.
Sous Windows 7 et les versions ultérieures NT, les répertoires de l'utilisateur suivants peuvent être redirigés: Roaming, Contacts, Desktop, Downloads, Favorites, Links, Music, Documents, Pictures, Saved Games, Searches, Start Menu et Videos.
La fonctionnalité équivalente sous les systèmes de type Unix est obtenue avec les protocoles NFS ou Samba en utilisant les commandes mount et ln.